# دي هافيلاند دراغون رابيد
دي هافيلاند دي إتش.89 دراغون رابيد  (بالإنجليزية: de Havilland Dragon Rapide)‏ هي طائرة رحلات جوية ذات سطحين للمسافات القصيرة أنتجت في المملكة المتحدة. من صناعة دي هافيلاند. كان أول طيران لها في 17 أبريل 1934. صنع منها 731 طائرة.
في أواخر عام 1933، تم تصميم التنين رابيد في شركة دي هافيلاند لبريطانية، لتكون الخلف الأكثر سرعة وراحة لطائرة دي إتش 84 التنين. وكانت في واقع الأمر، النسخة الثنائية المحركات والمصغرة من طائرة دي إتش 86 اكسبرس ذات الأربعة محركات. وتتشارك معها في العديد من القواسم المشتركة، مثل: الأجنحة المدببة، والاغطية الايروديناميكية ومحرك جبسي سيكس، وأثبتت فاعلية كبيرة في العمليات التشغيلية مقارنة بالطائرات أكبر حجما، وربما تكون أنجح طائرة ركاب تجارية للمدى القصير بناها البريطانيون في الثلاثينيات.